# Brabant-le-Roi

Brabant-le-Roi este o comună în departamentul Meuse din nord-estul Franței. În 2010 avea o populație de 237 de locuitori.

## Evoluția populației
| An        | 1975 | 1982 | 1990 | 1999 | 2006 | 2010 |
| --------- | ---- | ---- | ---- | ---- | ---- | ---- |
| Populație | 202  | 235  | 241  | 234  | 251  | 237  |